# 池田之政
池田 之政（いけだ ゆきまさ、元和3年8月30日（1617年9月29日） - 寛文9年（1669年））は、江戸時代初期の鳥取藩家老。
父は池田由之。母は側室。子は池田之信。通称勘解由、日向。
元和3年（1617年）8月30日、伯耆国米子城に池田家家老池田由之の四男として生まれる。正保元年（1644年）、池田恒元の斡旋で鳥取藩主池田光仲に仕える。禄高1500石。寛文2年（1662年）、1500石の加増を受け家老となる。家は山池池田家と通称され、代々鳥取藩着座（家老）の家となった。寛文9年（1669年）没。享年53。家督は之信、之成、之寿、之茂、之昌、之純、之貞、之聴と受け継がれて明治を迎えた。